# Slavko Bevk
Slavko Bevk, slovenski družbenopolitični in gospodarski delavec, * 9. junij 1909, Cerkno, † 17. september 1970, Koper.

## Življenje in delo
Rodil se je očetu kmetu Gabrijelu in materi Antoniji (roj. Peternel).
Po nižji gimnaziji v Idriji je leta 1929 končal znanstveni licej v Vidmu. Že kot študent je bil član tajne organizacije TIGR na Goriškem. Fašistična policija ga je novembra 1929 aretirala in na t. i. 1. tržaškem procesu septembra 1930 je bil obsojen na 5 let ječe in 3 leta političnega nadzora. V zaporu je preživel 3 leta. Ko se je vrnil domov, so ga po 14-tih dnevih vpoklicali k vojakom in ga dodelili posebnemu bataljonu v Cagliari. Po odsluženju vojaškega roka je bil za 5 let konfiniran v različne kraje Italije, nazadnje v Nocero Inferiore (Salerno). Tu je ostal do 1939. Da bi se izognil stalnemu preganjanju, se je leto pozneje preselil v Kraljevino Jugoslavijo. Po kapitulaciji Jugoslavije so ga fašisti ponovno aretirali in poslali v konfinacijo v kraj Isernio, kjer je ostal do kapitulacije Italije. Jeseni 1943 se je peš odpravil na Crekljansko, kamor je prišel 14. novembra 1943 in se takoj vključil v narodnoosvobodilno borbo. Kot partizan je opravljal številne funkcije: bil je prosvetni referent član pri rajonskem odboru Osvobodilne fronte za Cerkno, nato prav tam vojaški in zdravstveni referent, delal je pri severnoprimorskem okrožju kot pooblaščenec komisije za upravljanje narodne imovine (KUNI), nato pri goriškem okrožju kot referent za industrijo, nazadnje pa, do razpustitve 1947, kot predsednik KUNI-ja za goriško, nato je bil eno leto pooblaščenec sklada za pomoč vojnim vdovam in sirotam ter gospodarsko oškodovanim po fašističnem nasilju v Kopru. Po letu 1948 je vodil več gospodarskih in trgovskih organizacij v Kopru.